# Garrovillas de Alconétar

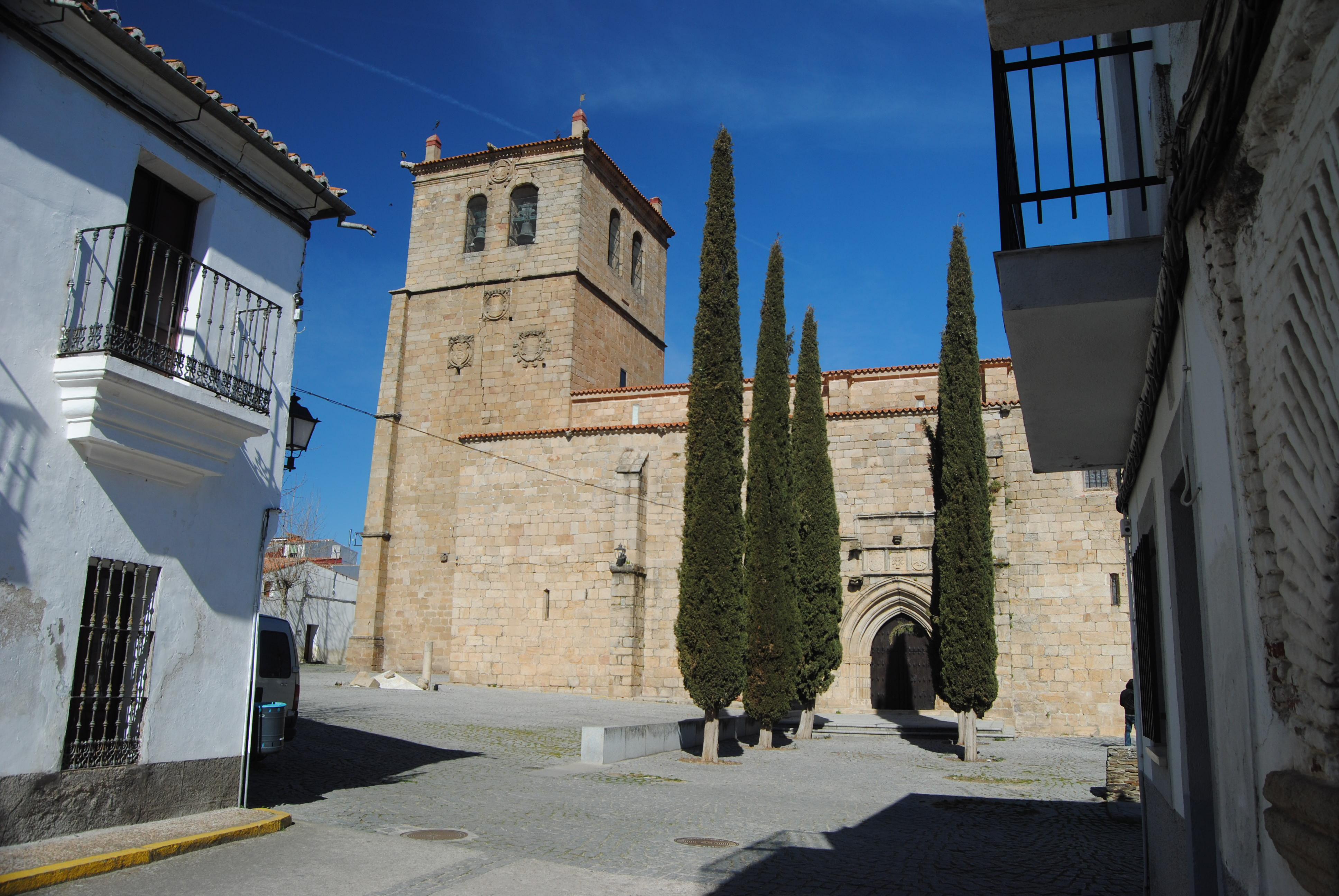
Església de San Pedro

Garrovillas de Alconétar és un municipi de la província de Càceres a la comunitat autònoma d'Extremadura, a la comarca del Tajo-Salor. En el cens de 2007 tenia 2.336 habitants i un territori de 207 km². És a 38 km de la ciutat de Càceres i a 327 msnm. És destacable la Plaça Major, amb arcades gòtiques i façanes classicistes, obra dels segles XV i XVI, està declarada Monument Històric-Artístic Nacional. Es troba flanquejada de cases, majoritàriament de dues plantes, amb porxades recolzades en columnes de granit i arcuacions de maó, sobre les quals s'alcen galeries de finestrals amb esveltes columnes i arcs de mig punt. També es veuen alguns habitatges blasonats, entre les quals és digne de menció el Palau dels Comtes d'Alba i Aliste (antics senyors de la vila), convertit avui dia en un hotel de 4 estrelles. A l'agost s'hi celebren festejos taurins.

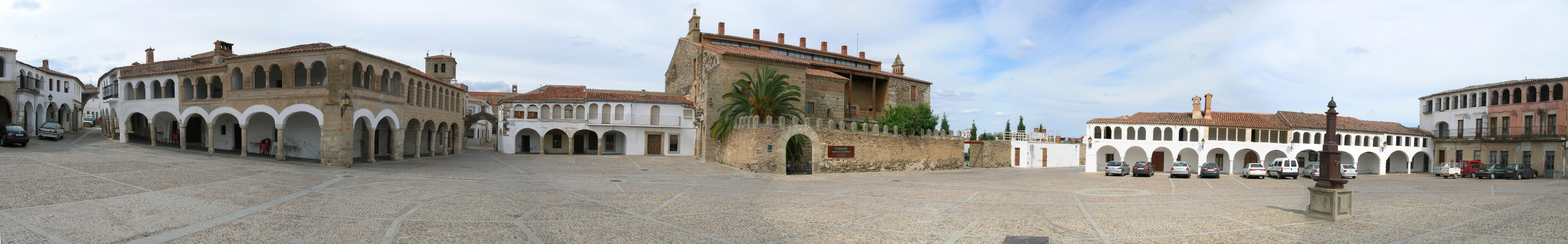
Plaça Major de Garrovillas de Alconetar